# Gai Valeri Triari
Gai Valeri Triari (en llatí Caius Valerius Triarius) va ser un magistrat romà del segle i aC. Era probablement fill de Luci Valeri Triari (Lucius Valerius Triarius). Formava part de la gens Valèria, una molt antiga gens romana.
Va ser amic de Ciceró que el presenta en el seu diàleg De finibus bonorum et malorum com un dels oradors, i elogia la seva habilitat oratòria a Brutus. La seva germana Paul·la Valèria es va divorciar del seu marit l'any 50 aC i es va casar amb Dècim Juni Brut Albí.
L'any 49 aC va abraçar la causa de Gneu Pompeu que el 48 aC el va nomenar junt amb Leli per dirigir la flota de vaixells que havien enviat els pompeians d'Àsia. Va ser present a la batalla de Farsàlia i es diu que ell va aconsellar a Pompeu d'esperar la càrrega de les tropes de Juli Cèsar, cosa que va ser un error estratègic, segons Cèsar.
Triari va morir un temps després, probablement a Àfrica on havia fugit. Ciceró parla de la seva mort l'any 45 aC, i diu que li havia encarregat (abans de morir, directament o per testament) la tutoria dels seus fills.